# I-16 (tàu ngầm Nhật)
I-16 là một tàu ngầm tuần dương, là chiếc dẫn đầu của lớp Type C được Hải quân Đế quốc Nhật Bản chế tạo ngay trước Chiến tranh Thế giới thứ hai. Nhập biên chế năm 1940, nó đã phóng tàu ngầm bỏ túi tham gia Tấn công Trân Châu Cảng và trong cuộc tấn công tàu bè Đồng Minh tại Diego-Suarez, Madagascar, tham gia tuần tra càn quét tàu bè trong Ấn Độ Dương cũng như tham gia các Chiến dịch Guadalcanal, New Guinea và Bougainville trước khi bị tàu hộ tống khu trục Hoa Kỳ USS England đánh chìm tại khu vực Bougainville vào ngày 19 tháng 5, 1944.

## Thiết kế và chế tạo

### Thiết kế
Tàu ngầm Type C được thiết kế dựa trên phân lớp KD6 của lớp Kaidai dẫn trước, nhưng trang bị vũ khí ngư lôi mạnh hơn để tấn công tầm xa. Chúng có trọng lượng choán nước 2.595 tấn (2.554 tấn Anh) khi nổi và 3.618 tấn (3.561 tấn Anh) khi lặn, lườn tàu có chiều dài 109,3 m (358 ft 7 in), mạn tàu rộng 9,1 m (29 ft 10 in) và mớn nước sâu 5,3 m (17 ft 5 in). Con tàu có thể lặn sâu đến 100 m (328 ft).
Tàu ngầm Type C được trang bị hai động cơ diesel công suất 6.200 mã lực phanh (4.623 kW), mỗi chiếc vận hành một trục chân vịt. Khi lặn, mỗi trục được vận hành bởi một động cơ điện công suất 1.000 mã lực (746 kW). Khi di chuyển trên mặt nước nó đạt tốc độ tối đa 23,6 hải lý trên giờ (43,7 km/h; 27,2 mph) và 8 hải lý trên giờ (15 km/h; 9,2 mph) khi lặn dưới nước, tầm xa hoạt động của Type C là 14.000 hải lý (26.000 km; 16.000 mi) ở tốc độ 16 hải lý trên giờ (30 km/h; 18 mph), và có thể lặn xa 60 nmi (110 km; 69 mi) ở tốc độ 3 hải lý trên giờ (5,6 km/h; 3,5 mph).
Các con tàu có tám ống phóng ngư lôi 53,3 cm (21,0 in), tất cả được bố trí trước mũi, và mang theo tổng cộng 20 quả ngư lôi. Vũ khí trên boong tàu bao gồm khẩu hải pháo 14 cm (5,5 in), cùng hai pháo phòng không 25 mm Type 96 nòng đơn hoặc nòng đôi. Các bộ gá trên boong tàu phía sau tháp chỉ huy cho phép nó vận chuyển và phóng một tàu ngầm bỏ túi Type A (Kō-hyōteki).

### Chế tạo
Được đặt hàng trong Chương trình Maru 3 năm 1937, I-16 được đặt lườn như là chiếc Tàu ngầm số 44 tại xưởng tàu của hãng Mitsubishi tại Kobe vào ngày 15 tháng 9, 1937. Nó được đổi tên thành I-16 vào ngày 1 tháng 6, 1938 trước khi được hạ thủy vào ngày 8 tháng 7, 1938 rồi được kéo đến Xưởng vũ khí Hải quân Kure tại Kure, Hiroshima để hoàn thiện. Con tàu hoàn tất và nhập biên chế vào ngày 30 tháng 3, 1940, dưới quyền chỉ huy của Trung tá Hải quân Kobayashi Hitoshi.

## Lịch sử hoạt động

### 1940 - 1941
Sau khi nhập biên chế, I-16 được phối thuộc cùng Quân khu Hải quân Yokosuka. Vào mùa Thu năm 1941, nó cùng các tàu ngầm chị em I-18, I-20, I-22 và I-24 được cải biến thành tàu ngầm mẹ để mang tàu ngầm bỏ túi Type A (Kō-hyōteki).
Trung tá Hải quân Yamada Kaoru tiếp nhận quyền chỉ huy I-16 từ ngày 31 tháng 7, 1941, rồi đến ngày 15 tháng 11, 1941, I-16 được điều sang Đội tàu ngầm 1 thuộc Hải đội Tàu ngầm 1, trực thuộc Đệ Lục hạm đội. Tại Căn cứ Hải quân Kure vào ngày 17 tháng 11, I-16 được phân về Đơn vị Tấn công Đặc biệt dưới quyền Tư lệnh Đội tàu ngầm 3, Đại tá Hải quân Sasaki Hankyu, vốn bao gồm các tàu ngầm chị em I-18, I-20, I-22 và I-24, do I-22 đảm trách vai trò soái hạm. Các hạm trưởng được thông báo chi tiết về Chiến dịch Z và vai trò của tàu ngầm mẹ mang tàu ngầm bỏ túi trong kế hoạch tấn công Trân Châu Cảng sắp diễn ra.
Vào ngày 18 tháng 11, năm chiếc tàu ngầm di chuyển từ Kure đến Khu vực Thực hành Hải quân Kamegakubi, nơi mỗi chiếc nhận lên tàu một tàu ngầm bỏ túi Type A. Đến 02 giờ 15 phút ngày 19 tháng 11, họ khởi hành từ Kamegakubi để hướng sang khu vực quần đảo Hawaii, theo một lộ trình trực tiếp ngang qua phía Nam đảo san hô Midway. Lúc đang trên đường đi, vào ngày 2 tháng 12, họ nhận được thông điệp từ Hạm đội Liên hợp: "Leo núi Niitaka 1208" (tiếng Nhật: Niitakayama nobore 1208), là mật lệnh cho biết chiến sự với Khối Đồng Minh sẽ bắt đầu vào ngày 8 tháng 12 (theo giờ Nhật Bản, tức ngày 7 tháng 12 tại Hawaii bên kia đường đổi ngày).

#### Trận Trân Châu Cảng
Lúc 00 giờ 42 phút ngày 7 tháng 12, 1941, I-16 trở thành chiếc đầu tiên trong số năm tàu ngầm tung ra chiếc tàu ngầm bỏ túi của nó, Số 16, ở vị trí 7 nmi (13 km) về phía Tây Nam lối ra vào Trân Châu Cảng. Nó cùng bốn tàu ngầm "mẹ" khác sau đó đi đến khu vực thu hồi các tàu ngầm bỏ túi dự định về phía Tây Lanai, nơi họ trải qua đêm 7-8 tháng 12. Lúc 22 giờ 41 phút ngày 7 tháng 12, I-16 nhận được bức điện từ Số 16 mô tả cuộc không kích là thành công, rồi đến 00 giờ 51 phút ngày 8 tháng 12, là một bức điện khác báo cáo "Không thể di chuyển." Sau đó nó mất liên lạc hoàn toàn với Số 16. Đến sáng sớm ngày 9 tháng 12, I-18, I-20 và I-24 được lệnh rời khu vực thu hồi, nhưng I-16 và I-22 tiếp tục ở lại cho đến ngày 11 tháng 12. Tuy nhiên hông có chiếc nào trong số năm tàu ngầm bỏ túi quay trở lại.
I-16 rời vùng biển Hawaii vào ngày 12 tháng 12 để hướng đến Kwajalein, đến nơi vào ngày 20 tháng 12. Chiếc tàu ngầm được lệnh quay trở về Nhật Bản để thử nghiệm một kiểu ống dẫn, cho phép thủy thủ đoàn tàu ngầm bỏ túi có thể đi sang tàu của mình trong khi tàu ngầm mẹ tiếp tục lặn dưới nược. Nó rời Kwajalein vào ngày 25 tháng 12 và về đến Yokosuka vào ngày 3 tháng 1, 1942, rồi sau đó tiếp tục di chuyển đến Kure để tiến hành thử nghiệm.

### 1942
Từ ngày 9 tháng 1, 1942, Đội tàu ngầm 1 được phối thuộc trực tiếp dưới quyền Đệ Lục hạm đội. Trong khi I-16 ở lại vùng biển nhà, Hải quân Đức Quốc Xã chính thức yêu cầu Hải quân Nhật Bản tấn công tàu bè Đồng Minh tại Ấn Độ Dương, nên vào ngày 8 tháng 4, Hải quân Nhật Bản quyết định phái Đội tàu ngầm 1 đến hoạt động ngoài khơi bờ biển Đông Phi, nên rút đơn vị này từ Kwajalein để quay trở về Nhật Bản. Đến ngày 16 tháng 4, I-16 được điều sang Đơn vị "A" mới được thành lập trong biên chế Hải đội Tàu ngầm 8, bao gồm I-10, I-18, I-20, I-30, các tàu ngầm bỏ túi cùng các tàu tuần dương phụ trợ Aikoku Maru và Hōkoku Maru, vốn sẽ hoạt động như những tàu tiếp liệu cho tàu ngầm. Đơn vị "A" lên đường lúc 11 giờ 00 ngày hôm đó để hướng sang Penang, Malaya thuộc Anh đã bị Nhật chiếm đóng.
Đơn vị "A" chỉ vừa mới khởi hành được hai ngày khi xảy ra vụ Không kích Doolittle vào ngày 18 tháng 4, khi 16 máy bay ném bom B-25 Mitchell của Không lực Lục quân quân Hoa Kỳ xuất phát từ tàu sân bay USS Hornet (CV-8) đã ném bom xuống các mục tiêu trên đảo Honshū. Bộ tư lệnh Đệ Lục hạm đội ra lệnh cho Đơn vị "A" lập tức chuyển hướng sang phía Đông Bắc, đi đến phía Bắc quần đảo Bonin để đánh chặn lực lượng đặc nhiệm Hoa Kỳ vốn đã tung ra cuộc không kích. Đơn vị đã không tìm thấy đôi phương, nên tiếp tục hành trình sau đó.
I-30 cùng Aikoku Maru ghé lại cảng Penang từ ngày 20 đến ngày 22 tháng 4, trước khi tiến vào Ấn Độ Dương và hoạt động trinh sát tiền trạm tại khu vực dự định hoạt động của Đơn vị "A". Phần còn lại của Đơn vị "A" đi đến Penang vào ngày 27 tháng 4, nơi họ gặp gỡ tàu chở thủy phi cơ Nisshin,vốn được cải biến để vận chuyển tàu ngầm bỏ túi Type A. I-16, I-18 và I-20 mỗi chiếc nhận một tàu ngầm bỏ túi tại Penang.

#### Tuần tra tại Ấn Độ Dương
I-16 cùng phần còn lại của Đơn vị "A", do I-10 đảm trách vai trò soái hạm, khởi hành từ cảng Penang vào ngày 30 tháng 4 và hướng sang phía Tây để tiến vào Ấn Độ Dương. Trên đường đi, các tàu ngầm được các chiếc Aikoku Maru và Hōkoku Maru tiếp nhiên liệu trên biển trong các ngày 5, 10 và 15 tháng 5. Ở vị trí về phía Đông Nam Madagascar vào ngày 17 tháng 5, I-16 gặp sự cố khi biển động mạnh khiến nước biển tràn vào làm ngập khoang động cơ diesel bên mạn trái, nhưng thủy thủ đoàn đã khắc phục và sửa chữa được những hư hại.
Chiếc thủy phi cơ Yokosuka E14Y1 của I-10 bắt đầu hoạt động trinh sát các cảng Nam Phi, khi thực hiện một phi vụ trinh sát bên trên Durban vào ngày 20 tháng 5, và lần lượt sau đó là East London, Port Elizabeth và Simon's Town trong một tuần lễ tiếp theo. Đến ngày 24 tháng 5, khi tiếp cận vùng biển Đông Phi, Đơn vị "A" thường xuyên đụng độ với tàu bè đối phương. Trong đêm 29 tháng 5, chiếc Yokosuka E14Y1 của I-10 trinh sát bên trên Diego-Suarez, Madagascar và phát hiện thiết giáp hạm Anh HMS Ramillies trong số tàu bè neo đậu tại đây. Tư lệnh Đơn vị "A" quyết định chọn Diego-Suarez là mục tiêu cho đợt tấn công bằng tàu ngầm bỏ túi, lên kế hoạch thực hiện vào ngày 30 tháng 5.
Đến ngày 30 tháng 5, I-18 không thể phóng do tàu ngầm bỏ túi của nó gặp trục trặc động cơ, nhưng I-16 và I-20 đã phóng tàu của họ ở vị trí cách 10 nmi (19 km) ngoài khơi Diego-Suarez. I-16 phóng tàu tàu ngầm bỏ túi của nó lúc 17 giờ 40 phút, nhưng hoàn toàn mất liên lạc sau đó; nhưng chiếc của I-20 đã tấn công bằng ngư lôi, gây hư hại cho Ramillies và đánh chìm chiếc tàu chở dầu British Loyalty, trước khi bản thân nó bị đánh chìm. Thi thể một thủy thủ Nhật Bản bị sóng đánh dạt lên bờ biển gần Diego Suarez vào ngày 2 tháng 6, có thể là một trong hai thành viên của tổ lái chiếc tàu ngầm bỏ túi của I-16.
Hoàn thành nhiệm vụ tấn công bằng tàu ngầm bỏ túi, Đơn vị "A" chuyển sang tuần tra săn tàu buôn đối phương. I-16 đã tấn công bằng ngư lôi và hải pháo để đánh chìm chiếc tàu buôn Nam Tư Susak 3.889 GRT tại tọa độ 15°42′N 040°58′Đ / 15,7°N 40,967°Đ vào ngày 6 tháng 6, và tàu buôn Hy Lạp Agios Georgios IV 4.847 GRT bằng hải pháo tại tọa độ 16°12′N 41°00′Đ / 16,2°N 41°Đ vào ngày 8 tháng 6. Chiếc tàu ngầm tiếp tục đánh chìm tàu buôn Nam Tư Supetar 3.748 GRT tại tọa độ 21°49′N 35°50′Đ / 21,817°N 35,833°Đ vào ngày 12 tháng 6, và tàu buôn Thụy Điển Eknaren 5.243 GRT tại tọa độ 17°00′N 40°00′Đ / 17°N 40°Đ vào ngày 1 tháng 7. Đến ngày 26 tháng 7, I-16 tiến hành trinh sát Diego Garcia trước khi lên đường quay trở về căn cứ, đi đến Penang vào ngày 10 tháng 8. Chiếc tàu ngầm tiếp tục lên đường quay trở về Nhật Bản để sửa chữa và nâng cấp, đi đến Yokosuka vào ngày 26 tháng 8.

#### Chiến dịch Guadalcanal
Trong khi I-16 đang được đại tu, Chiến dịch Guadalcanal bắt đầu vào ngày 7 tháng 8, khi lực lượng Thủy quân Lục chiến Hoa Kỳ đổ bộ lên Guadalcanal, Tulagi, đảo Florida, Gavutu và Tanambogo ở phía Đông Nam quần đảo Solomon. Do đó sau khi hoàn tất việc sửa chữa, I-16 khởi hành từ Yokosuka vào ngày 17 tháng 10 để tham gia các hoạt động tại khu vực quần đảo Solomon. Nó đi đến khu vực neo đậu ngoài khơi đảo Shortland quần đảo Shortland vào ngày 2 tháng 11, nơi các tàu ngầm I-16, I-20 và I-24 hình thành nên một đội tấn công. Mỗi tàu ngầm sẽ nhận lên tàu một tàu ngầm bỏ túi do tàu tiếp liệu thủy phi cơ Chiyoda vận chuyển.
I-16 nhận lên tàu chiếc tàu ngầm bỏ túi Số 30 lúc 13 giờ ngày 4 tháng 11, rồi cùng tàu ngầm I-24 lên đường hướng khu vực eo biển Indispensable, đi đến khu vực tác chiến lúc 06 giờ 00 ngày 7 tháng 11. I-16 lặn xuống lúc 03 giờ 49 phút ngày 11 tháng 11 sau khi một tàu tuần tra phóng lôi PT boat Hoa Kỳ xuất hiện, và tàu ngầm bỏ túi Số 30 được phóng ra lúc 04 giờ 21 phút ở vị trí 10,8 nmi (20,0 km) ngoài khơi mũi Esperance về phía bờ biển Tây Bắc Guadalcanal. Số 30 bị hỏng hệ thống bánh lái lúc được phóng ra mà không thể sửa chữa và không thể điều khiển được, nên tổ lái cố gắng đưa nó đến vịnh Kamimbo ở phía bờ biển Tây Bắc Guadalcanal do phía Nhật Bản kiểm soát. Tuy nhiên máy bay tuần tra Đồng Minh xuất hiện buộc tổ lái phải đánh đắm tàu và bơi vào bờ, đến được căn cứ tàu ngầm bỏ túi Nhật Bản tại Maravovo, Guadalcanal lúc 19 giờ 00.
Trong khi đó, I-16 lên đường quay trở lại Shortland. Trên đường đi nó nhận được mệnh lệnh vào ngày 13 tháng 11 nhằm tìm kiếm thiết giáp hạm Hiei, vốn đã bị hư hại nặng ở vị trí về phía Tây Bắc Guadalcanal sau trận Hải chiến Guadalcanal vào sáng sớm ngày hôm đó. I-16 được lệnh đánh đắm Hiei nếu tìm thấy chiếc thiết giáp hạm còn nổi, nhưng I-16 đã không tìm thấy Hiei, vốn đã đắm vào lúc chiều tối.
Tại nơi neo đậu Shortland, I-16 nhận lên tàu chiếc tàu ngầm bỏ túi Số 10 rồi lại lên đường hướng sang khu vực Guadalcanal, với dự định sẽ tấn công tàu bè Đồng Minh ngoài khơi Lungga Point tại bờ biển phía Bắc Guadalcanal. Lúc 02 giờ 55 phút ngày 28 tháng 11, nó phóng chiếc Số 10 ở vị trí về phía Bắc Guadalcanal cách đảo Savo 21 nmi (39 km). Chiếc Số 10 đã xâm nhập qua hàng rào các tàu khu trục bảo vệ nơi neo đậu, và đến 08 giờ 16 phút đã phóng ngư lôi tấn công tàu chở hàng USS Alchiba ở vị trí 3.000 yd (2.700 m) về phía Đông Bắc Lungga Point. Alchiba bị hư hại nặng đến mức nó phải tự mắc cạn để tránh bị chìm, và tiếp tục cháy trong bốn ngày tiếp theo. Tàu ngầm bỏ túi Số 10 cùng tổ lái của nó hoàn toàn mất liên lạc sau đó.
I-16 lại nhận lên tàu chiếc tàu ngầm bỏ túi Số 22 tại nơi neo đậu Shortland rồi quay trở lại vùng biển ngoài khơi Guadalcanal. Đến 04 giờ 48 phút ngày 3 tháng 12, nó phóng Số 22 ở vị trí cách 10 nmi (19 km) ngoài khơi đảo Savo. Lúc bình mình, Số 22 nhìn thấy chiếc tàu bệnh viện USS Solace (AH-5) ngoài khơi Lungga Point, và đã phóng hai quả ngư lôi nhắm vào một tàu khu trục đang hướng đến cùng khu vực. nhưng cả hai quả ngư lôi đều bị trượt. Tổ lái của Số 22 đã đánh đắm tàu và bơi được đến Guadalcanal tại mũi Esperance.

### 1943
Sau đó I-16 được lệnh tham gia các nỗ lực tiếp liệu cho lực lượng Nhật Bản đang tham gia chiến đấu tại Guadalcanal. Nó khởi hành từ căn cứ Truk vào ngày 6 tháng 1, 1943 cho chuyến đi tiếp liệu đầu tiên, vận chuyển hàng tiếp liệu trong các thùng chứa. Khi đi đến mũi Esperance vào ngày 13 tháng 1, các xuồng Daihatsu dùng để chất dỡ hàng hóa đã không xuất hiện do máy bay Đồng Minh đang tuần tra trong khu vực; vì vậy I-16 đã thả các thùng tiếp liệu xuống biển để được xuồng Daihatsu vớt lên sau đó. Chiếc tàu ngầm lên đường cho hành trình quay trở về Rabaul trên đảo New Britain. I-16 còn thực hiện thêm một chuyến đi tiếp liệu đến mũi Esperance vào ngày 25 tháng 1, vận chuyển được 18 tấn hàng tiếp liệu trong các thùng chứa.
Đến ngày 31 tháng 1, một lực lượng đặc nhiệm Hải quân Nhật Bản bao gồm tàu sân bay, thiết giáp hạm, tàu tuần dương và tàu khu trục đã xuất phát từ Truk để hỗ trợ cho Chiến dịch Ke, cuộc triệt thoái lực lượng Nhật Bản đang trú đóng tại Guadalcanal. I-16 đã cùng các tàu ngầm I-11, I-25 và I-32 tuần tra về phía Tây Nam Guadalcanal để hỗ trợ cho chiến dịch này. Phía Nhật Bản hoàn tất Chiến dịch Ke vào ngày 9 tháng 2, sau khi di tản được 11.700 binh lính khỏi Guadalcanal.
Vào ngày 7 tháng 2, tàu cứu hộ tầu ngầm USS Ortolan của Hải quân Hoa Kỳ đã trục vớt một tàu ngầm bỏ túi Nhật Bản ngoài khơi bờ biển phía Bắc Guadalcanal, và kéo nó đến vịnh Kukum ở bờ biển phía Bắc Guadalcanal, trước khi vận chuyển đến Nouméa, New Caledonia trong tháng 6, 1943. Đây có thể là chiếc tàu ngầm bỏ túi Số 10 hay Số 30 của I-16 hoặc Số 10 do tàu ngầm I-20 phóng ra vào ngày 2 tháng 12, 1942. Chiếc tàu ngầm bỏ túi hiện đang được trưng bày tại Thư viện và Bảo tàng Lực lượng Tàu ngầm tại Groton, Connecticut.

#### Chiến dịch New Guinea
Sau đó I-16 được lệnh thực hiện các chuyến đi tiếp liệu hỗ trợ cho lực lượng Nhật Bản đang tham gia hoạt động trong Chiến dịch New Guinea. Trong chuyến đi đầu tiên nó đã vận chuyển 40 tấn tiếp liệu, bao gồm 30 thùng tiếp liệu, đến Lae bên bờ biển New Guinea. Sau đó chiếc tàu ngầm hướng đến Rabaul, nhưng trên đường đi đã mắc tai nạn va chạm với tàu ngầm I-20 vào ngày 2 tháng 4. Sau khi ghé đến Rabaul, I-16 lên đường quay trở về Nhật Bản, đi đến Yokosuka vào ngày 16 tháng 4, nơi nó được sửa chữa và tái trang bị.
I-16 khởi hành từ Yokosuka vào ngày 21 tháng 9 để quay trở lại khu vực Tây Nam Thái Bình Dương, và ghé đến căn cứ Truk trước khi tiếp tục các chuyến đi tiếp liệu đến New Guinea.  Chiếc tàu ngầm đi đến Sio, New Guinea trong hai chuyến đi đầu tiên vào các ngày 17 và 25 tháng 10. Sang chuyến đi thứ ba, nó cho đổ bộ 30 binh lính thuộc Đơn vị Phòng vệ 85 lên Sio vào ngày 2 tháng 11. Chiếc tàu ngầm còn có các chuyến đi đến Sio vào các ngày 9 và 20 tháng 11.
Vào ngày 24 tháng 11, I-16 đón lên tàu vị tư lệnh mới của Đệ Cửu hạm đội, Phó đô đốc Yoshikazu Endo, cùng ban tham mưu của ông tại Rabaul cho chuyến đi sang New Guinea. Sau khi ghé đến Sio để chất dỡ hàng hóa vào ngày 27 tháng 11, nó tiếp tục hành trình đi sang Wewak, New Guinea, đến nơi vào ngày 30 tháng 11, nơi đô đốc Endo và ban tham mưu của ông rời tàu. I-16 sau đó thực hiện chuyến đi tiếp liệu cuối cùng tại New Guinea, đi đến Sio vào ngày 15 tháng 12. Chiếc tàu ngầm bị hư hại tại Rabaul do một đợt không kích của lực lượng Đồng Minh vào ngày 25 tháng 12. Nó khởi hành ngay hôm đó để quay trở về Truk, và tiếp tục hành trình để quay trở về Nhật Bản, đi đến Yokosuka vào ngày 1 tháng 1, 1944.

### 1944

#### Chiến dịch Bougainville
Hoàn tất việc sửa chữa vào đầu tháng 2, 1944, I-16 khởi hành từ Yokosuka vào ngày 17 tháng 3 để đi sang Truk, căn cứ hoạt động mới. Nó khởi hành từ Truk lúc 08 giờ 00 ngày 14 tháng 5 cho một chuyến đi tiếp liệu sang Buin trên đảo Bougainville, vận chuyển những bao gạo 75 lb (34 kg) cho lực lượng Nhật Bản đang tham gia Chiến dịch Bougainville. Chiếc tàu ngầm gửi một báo cáo cho Tư lệnh Hải đội Tàu ngầm 7 đặt căn cứ tại Saipan thuộc quần đảo Mariana, cho biết nó dự kiến đi đến Buin lúc 20 giờ ngày 22 tháng 5. Trạm HYPO, một đơn vị tình báo tín hiệu Hải quân Hoa Kỳ đặt căn cứ tại Trân Châu Cảng đã chặn và giải mã bức điện này, rồi chuyển đến Tư lệnh Đội hộ tống 39 đặt căn cứ tại Tulagi. Vì vậy các tàu hộ tống khu trục USS George và USS Raby thuộc Đội hộ tống 39 cùng chiếc USS England thuộc Đội hộ tống 40, hình thành nên một đội tìm-diệt tàu ngầm vào ngày 18 tháng 5. Đơn vị khởi hành từ vịnh Purvis ngay xế trưa hôm đó và hướng đến tọa độ 05°10′N 158°10′Đ / 5,167°N 158,167°Đ, nơi dự kiến sẽ đánh chặn được I-16.

#### Bị mất
Năm ngày sau khi I-16 bắt đầu chuyến đi tiếp liệu đến Buin, một máy bay tuần tra Hoa Kỳ phát hiện chiếc tàu ngầm đang di chuyển trên mặt nước ở vị trí 140 nmi (260 km) về phía Đông Bắc mũi Alexander thuộc đảo Choiseul vào ngày 19 tháng 5, nên đã thông báo tọa độ cho các tàu hộ tống khu trục. England, George và Raby bắt đầu càn quét khu vực bằng sonar, và England dò được tín hiệu mục tiêu lúc 13 giờ 35 phút. Nó tấn công I-16 lúc 13 giờ 41 bằng loạt súng cối chống ngầm Hedgehog đầu tiên trong số năm loạt, và sau loạt cuối cùng họ nghe thấy một tiếng nổ lớn ở độ sâu khoảng hơn 500 ft (150 m), làm nâng phần đuôi của England lên 6 in (15 cm). Những mảnh vỡ bắt đầu trồi lên mặt nước 20 phút sau đó, bao gồm một thùng cao su chứa gạo bên trong. Gần một giờ sau đó, một vệt dầu loang nhỏ xuất hiện, và cho đến ngày 20 tháng 5, vệt dầu lan rộng đến 6 nmi × 3 nmi (11,1 km × 5,6 km), đánh dấu I-16 đã bị đánh chìm tại tọa độ 05°10′N 158°10′Đ / 5,167°N 158,167°Đ.
I-16 là chiếc đầu tiên trong số sáu tàu ngầm Nhật Bản bị tàu hộ tống khu trục England đánh chìm chỉ trong vòng 13 ngày trong tháng 5, 1944. Các nạn nhân tiếp theo của nó bao gồm Ro-106 vào ngày 22 tháng 5, Ro-104 vào ngày 23 tháng 5, Ro-116 vào ngày 24 tháng 5, Ro-108 vào ngày 26 tháng 5, và Ro-105 vào ngày 31 tháng 5.
Đến ngày 25 tháng 6, 1944, Hải quân Nhật Bản công bố I-16 có thể đã bị mất tại khu vực quần đảo Solomon với tổn thất toàn bộ 107 thành viên thủy thủ đoàn. Tên nó được cho rút khỏi đăng bạ hải quân vào ngày 10 tháng 10, 1944.

### Tóm tắt chiến công
I-16 đã đánh chìm được bốn tàu chiến với tổng tải trọng 17.727 GRT:
| Ngày             | Tên tàu           | Quốc tịch | Tải trọng | Số phận      |
| ---------------- | ----------------- | --------- | --------- | ------------ |
| 6 tháng 6, 1942  | Susak             | Nam Tư    | 3.889     | Bị đánh chìm |
| 8 tháng 6, 1942  | Agios Georgios IV | Greece    | 4.847     | Bị đánh chìm |
| 12 tháng 6, 1942 | Supetar           | Nam Tư    | 3.748     | Bị đánh chìm |
| 1 tháng 7, 1942  | Eknaren           | Sweden    | 5.243     | Bị đánh chìm |